# Quarzo (album)
| Recensione           | Giudizio |
| -------------------- | -------- |
| Il Mucchio Selvaggio | positivo |

Quarzo è il quarto album discografico del gruppo musicale italiano Bachi da pietra, pubblicato nel 2010.

## Tracce
1. Pietra della gogna – 4:52
2. Bignami – 3:34
3. Dragamine – 3:56
4. Niente come la pelle – 7:36
5. Zuppa di pietre (feat. Ivan Rossi) – 2:30
6. Muta – 4:30
7. Morse – 4:52
8. Notte delle blatte – 3:53
9. Pietra per pane – 3:03
10. Non è vero quel che dicono – 6:09
11. Orologeria – 5:25
12. Fine pena – 5:56

Durata totale: 56:16

## Formazione
- Giovanni Succi – voce, chitarra, basso acustico
- Bruno Dorella – batteria minimale